# Tintahalgomba
A tintahalgomba (Clathrus archeri) a szömörcsögfélék családjába tartozó, szaprofita gombafaj.
Egyéb elnevezései: ördög ujjai, polipgomba, virággomba, óriás büdös szarv.
Először 1860-ban Miles Joseph Berkeley brit mikológus írta le ezt a fajt és adta neki a Lysurus archeri tudományos nevet. 1980-ban Donald Malcolm Dring monográfiája alapján került a Clathrus nemzetségbe és a neve Clathrus archeri lett.
Az Archeri nevet az ír mikológus W. Archer tiszteletére kapta, az Anthurus jelentése pedig viráglevél.

## Előfordulása
Tasmániából származik, de Ausztráliában és  Új-Zélandon is őshonos.
Észak-Amerikában (elsősorban Kaliforniában), először 1982-ben találták meg, el is terjedt, amit David Arora és William R. Burk mikológusok hivatalosan be is jelentettek. A kutatók szerint egzotikus növényeken átvitt spórákról sikerült elszaporodniuk.
Indiában is elterjedt,
Nagy-Britanniában a globális felmelegedés hatására is egyre gyakrabban fordul elő.
Európában először Franciaországban Vogézekben találták 1914-ben.
Feltételezik, hogy az első világháború idején a katonai felszerelésekkel, esetleg gyapjúszállítmányokkal érkeztek a távoli vidékekre.
Nyugat- és Közép-Európában (Ausztria, Belgium, Spanyolország, Anglia, Franciaország, Németország, Olaszország, Norvégia, Svájc, Csehország) is terem.
Csehországban ezt a fajt először 1963-ban észlelték Prachatice-ben.
Hazánkban is folyamatosan terjedőben van, ma már elérte hazánk északkeleti határát is.
Először a hatvanas években fedezték fel a nyugati országrészben.
A Mikológiai Közlemények - Clusiana  (1965) szerint 1965-ben még nem észlelték Magyarországon, első tudományos leírása 1967-ben történt.
Főleg a nyugati országrészben bukkan fel (Őrség), 
bár már fotózták a Zempléni-hegységben is.

## Élőhelye
Leggyakrabban nedves, árnyékos, jól szellőző, kötött-, kissé savanyú talajú lombhullató-, vagy tűlevelű erdőkben, szerves anyagban, korhadó farönkökön, faforgácson, avarban találhatóak meg. Egyre gyakrabban parkokban, kertekben, mulcsozott virágágyásokban, nyílt mezőgazdasági területeken, vagy jó csapadékellátottságú réteken is.
Júniustól októberig található meg.

## Megjelenése
Külleme a gombáktól általában megszokott külsőtől nagyon eltérő. 
Fejlődése a talajban kezdődik, majd kiemelkedve a talajba kissé besüllyedő, gombafonalakkal (micélium) rögzített, népies nevén boszorkánytojásban folytatódik, melynek felülete sima, és barnafoltos, szürkés-, vagy fehéresrózsaszín burok (peridium) fed. Mérete 2,5-4 cm, magassága 3-6 cm, puha, kissé hengeres, tojásformájú, enyhén nedves tapintású, kettévágva egy kocsonyás rétegben a kemény termőtest rózsaszínes kezdeti stádiuma látható.
Éretten a burok (exoperídium) felszakad, és egytőről eredő, 4-8 darab, 5-10 cm hosszúságú narancs- vagy skarlátvörös, feketés mintázatú, polipkarokra emlékeztető képződmények emelkednek ki belőle.  A törékeny karok szerkezete méhsejtszerű, kezdetben össze vannak nőve hegyes csúcsuknál, de fejlődésük során szétválnak és csillagszerűen hajolnak széjjel a föld felé. 
A karok belső felületén sötétzöldes, barnás színű nyálkaréteg (gleba) található, melyben a gomba spórái úsznak. 
A termőtest alján fehéres bocskor található, mely a burok maradványa. 
A burokból egy maximum 2 cm-es "tönkrész" marad.
A spórák hengeres alakúak, hosszúkásak, sima körvonalúak, méretük 3,5-5,5 x 1,5-2,0 µm.

## Szaporodása
Nemcsak külseje miatt egyedi ez a gombafaj, hanem sajátos szaporodási módja is ritkaságnak számít a gombák között, mivel spóráinak terjesztése nem a szél, hanem a rovarok (általában döglegyek) útján történik.
Vöröses színe és rothadó húsra emlékeztető szaga odacsalogatja a rovarokat, melyek a spórákat tartalmazó nyálkából esznek, közben testükre tapad a spóra, amit távozásukkor magukkal visznek. Mivel egyetlen gombát akár több száz rovar is meglátogathat, így a szaporodásnak ez a módja nagyon hatékony.

## Fogyaszthatósága
Nem mérgező, de az ehetetlen kategóriába sorolják élvezhetetlensége miatt. Szaga és íze a rothadó élelmiszerre hasonlít. 
Kinyílás előtti állapotban, a boszorkánytojás a zselatin rétegtől megtisztítva, felszeletelve, megsütve fogyasztható. 
A nyers tojásokat néhány országban csemegének tekintik.

## Veszélyeztetettsége
Korábban fenyegetettként tartották számon, manapság viszont sikeres szaporodásuknak köszönhetően a világ egyre több területén jelennek meg és terjednek tovább.
Veszélyként az urbanizáció, az idegenforgalom, a fakitermelés, a faültetvények terjedésével bekövetkező élőhelyvesztés, valamint a talajszennyezés említhető a legfőbb okokként.

## Hasonló fajok
A Pseudocolus fusiformisnak csak 3 vagy 4 karja van,
ezek a karok vékonyabbak, általában nem válnak szét egymástól, hanem a csúcsukon összenőve maradnak.
Az Aseroe rubra hasonló méretű, mint a tintahalgomba, de a spórák a középpont körül helyezkednek el, a karok dombornyomottak a csúcsuk felől behasadtak, törzse hengeres.
|  |  |  |